# Liste der Olympiasieger im Rugby
Die Liste der Olympiasieger im Rugby listet alle Sieger sowie die Zweit- und Drittplatzierten bei Olympischen Sommerspielen in der Sportart Rugby Union auf. Von 1900 bis 1924 wurde in der 15er-Variante gespielt (nur Männer). Seit 2016 ist Rugby Union wieder olympisch, diesmal in der Variante Siebener-Rugby und für beide Geschlechter.

## Männer

### 15er-Rugby
| Olympia | Gold | Silber | Silber | Bronze |
| ------- | --- | --- | --- | --- |
| 1900    | Frankreich Racing Club de France: A. Albert, Vladimir Aïtoff, Léon Binoche, Jean Collas, Jean-Guy Gautier, Auguste Giroux, Charles Gondouin, Constantin Henriquez, Jean Hervé, Victor Lardanchet, Hubert Lefèbvre, Joseph Olivier, Alexandre Pharamond, Frantz Reichel, André Rischmann, André Roosevelt, Émile Sarrade | Deutsches Reich Albert Amrhein, Hugo Betting, Jacob Hermann, Willy Hofmeister\|Hermann Kreuzer, Arnold Landvoigt, Hans Latscha, Erich Ludwig, Richard Ludwig, Fritz Müller, Eduard Poppe, Heinrich Reitz, August Schmierer, Adolf Stockhausen, Georg Wenderoth Großbritannien Henry Birtles, James Cantion, Arthur Darby, Frank Bayliss, Clement Deykin, L. Hood, M. L. Logan, Herbert Loveitt, Herbert Nicol, Valentine Smith, M. W. Talbott, Joseph Wallis, Claud Whittindale, Raymond Whittindale, Frank Wilson | Deutsches Reich Albert Amrhein, Hugo Betting, Jacob Hermann, Willy Hofmeister\|Hermann Kreuzer, Arnold Landvoigt, Hans Latscha, Erich Ludwig, Richard Ludwig, Fritz Müller, Eduard Poppe, Heinrich Reitz, August Schmierer, Adolf Stockhausen, Georg Wenderoth Großbritannien Henry Birtles, James Cantion, Arthur Darby, Frank Bayliss, Clement Deykin, L. Hood, M. L. Logan, Herbert Loveitt, Herbert Nicol, Valentine Smith, M. W. Talbott, Joseph Wallis, Claud Whittindale, Raymond Whittindale, Frank Wilson | nicht vergeben |
| 1908    | Australasien John Barnett, Bede Smith, Phillip Carmichael, Dan Carroll, Bob Craig, Tom Griffin, Jack Hickey, Mannie McArthur, Arthur McCabe, Paddy McCue, Chris McKivat, Syd Middleton, Charles McMurtrie, Tom Richards, Charles Russell                                                                                | Großbritannien James Davey, Frederick Dean, Dick Jackett, Edward Jackett, Eddie Jones, Jimmy Jose, Arthur Lawry, Charlie Marshall, Barney Solomon, Bert Solomon, Nicholas Tregurtha, Joe Trevaskis, Thomas Wedge, Thomas Willcocks, Arthur Wilson | Großbritannien James Davey, Frederick Dean, Dick Jackett, Edward Jackett, Eddie Jones, Jimmy Jose, Arthur Lawry, Charlie Marshall, Barney Solomon, Bert Solomon, Nicholas Tregurtha, Joe Trevaskis, Thomas Wedge, Thomas Willcocks, Arthur Wilson | nicht vergeben |
| 1920    | Vereinigte Staaten Dan Carroll, Charlie Doe, George Fish, James Fitzpatrick, Joseph Hunter, Morris Kirksey, Charles Mehan, John Muldoon, John O’Neil, John Patrick, Cornelius Erwin Righter, Rudy Scholz, Colby Slater, Dink Templeton, Charles Tilden, James Winston, Heaton Wrenn                                     | Frankreich Edouard Bader, Raymond Berrurier, François Borde, Adolphe Bousquet, Jean Bruneval, Alphonse Castex, André Chilo, René Crabos, Curtet, Alfred Eluère, Jacques Forestier, Grenet, Maurice Labeyrie, Constant Lamaignière, Robert Levasseur, Pierre Petiteau, Eugène Soulié, Raoul Thiercelin, Robert Thierry | Frankreich Edouard Bader, Raymond Berrurier, François Borde, Adolphe Bousquet, Jean Bruneval, Alphonse Castex, André Chilo, René Crabos, Curtet, Alfred Eluère, Jacques Forestier, Grenet, Maurice Labeyrie, Constant Lamaignière, Robert Levasseur, Pierre Petiteau, Eugène Soulié, Raoul Thiercelin, Robert Thierry | nicht vergeben |
| 1924    | Vereinigte Staaten Philip Clark, Norman Cleaveland, Dudley DeGroot, Robert Devereaux, George Dixon, Charlie Doe, Linn Farrish, Edward Graff, Richard Hyland, Caesar Mannelli, John O’Neil, John Patrick, William Rogers, Rudy Scholz, Colby Slater, Norman Slater, Edward Turkington, Alan Valentine, Alan Williams     | Frankreich René Araou, Jean Bayard, Louis Béguet, André Béhotéguy, Alexandre Bioussa, Étienne Bonnes, Adolphe Bousquet, Aimé Cassayet-Armagnac, Clément Dupont, Albert Dupouy, Jean Etcheberry, Henri Galau, Gilbert Gérintès, Raoul Got, Adolphe Jauréguy, René Lasserre, Marcel-Frédéric Lubin-Lebrère, Étienne Piquiral, Jean Vaysse | Frankreich René Araou, Jean Bayard, Louis Béguet, André Béhotéguy, Alexandre Bioussa, Étienne Bonnes, Adolphe Bousquet, Aimé Cassayet-Armagnac, Clément Dupont, Albert Dupouy, Jean Etcheberry, Henri Galau, Gilbert Gérintès, Raoul Got, Adolphe Jauréguy, René Lasserre, Marcel-Frédéric Lubin-Lebrère, Étienne Piquiral, Jean Vaysse | Rumänien Dumitru Armășel, Gheorghe Benția, Teodor Florian, Ion Gîrleșteanu, Nicolae Mărăscu, Teodor Marian, Sorin Mihăilescu, Paul Nedelcovici, Iosif Nemeș, Eugen Sfetescu, Mircea Sfetescu, Soare Sterian, Atanasie Tănăsescu, Mihai Vardală, Paul Vidrașcu, Dumitru Volvoreanu |

### 7er-Rugby
| Olympia | Gold | Silber | Bronze |
| ------- | --- | --- | --- |
| 2016    | Fidschi Apisai Domolailai, Osea Kolinisau, Semi Kunatani, Viliame Mata, Leone Nakarawa, Samisoni Nasagavesi, Vatemo Ravouvou, Savenaca Rawaca, Kitione Taliga, Josua Tuisova, Jerry Tuwai, Jasa Veremalua                      | Großbritannien Sam Cross, Mark Bennett, Dan Bibby, Phil Burgess, James Davies, Ollie Lindsay-Hague, Ruaridh McConnochie, Tom Mitchell, Dan Norton\|Mark Robertson, James Rodwell, Marcus Watson                                 | Südafrika Cecil Afrika, Tim Agaba, Kyle Brown, Juan de Jongh, Justin Geduld, Werner Kok, Cheslin Kolbe, Dylan Sage, Seabelo Senatla, Kwagga Smith, Philip Snyman, Rosko Specman                                          |
| 2020    | Fidschi Napolioni Bolaca, Vilimoni Botitu, Meli Derenalagi, Sireli Maqala, Iosefo Masi, Waisea Naqucu, Kalione Nasoko, Semi Radrada, Aminiasi Tuimaba, Asaeli Tuivuaka, Jerry Tuwai, Josua Vakurunabili, Jiuta Wainiqolo       | Neuseeland Kurt Baker, Dylan Collier, Scott Curry, Sam Dickson, Andrew Newstubb, Ngarohi McGarvey-Black, Tim Mikkelson, Sione Molia, Etene Nanai-Seturo, Tone Ng Shiu, Amanaki Nicole, William Warbrick, Regan Ware, Joe Webber | Argentinien Santiago Álvarez, Lautaro Bazán, Lucio Cinti, Felipe del Mestre, Rodrigo Etchart, Luciano González, Rodrigo Isgró, Santiago Mare, Ignacio Mendy, Marcos Moneta, Matías Osadczuk, Gastón Revol, Germán Schulz |
| 2024    | Frankreich Jean-Pascal Barraque, Antoine Dupont, Nelson Épée, Théo Forner, Aaron Grandidier Nkanang, Jefferson-Lee Joseph, Stephen Parez, Varian Pasquet, Rayan Rebbadj, Paulin Riva, Jordan Sepho, Andy Timo, Antoine Zeghdar | Fidschi Ponepati Loganimasi, Iosefo Masi, Jeremia Matana, Sevuloni Mocenacagi, Waisea Nacuqu, Josaia Raisuqe, Kaminieli Rasaku, Selestino Ravutaumada, Joseva Talacolo, Iowane Teba, Terio Tamani, Jerry Tuwai                  | Südafrika Selvyn Davids, Zain Davids, Christie Grobbelaar, Tristan Leyds, Quewin Nortje, Ryan Oosthuizen, Tiaan Pretorius, Siviwe Soyizwapi, Rosko Specman, Shilton van Wyk, Impi Visser, Shaun Williams                 |

## Frauen

### 7er-Rugby
| Olympia | Gold | Silber | Bronze |
| ------- | --- | --- | --- |
| 2016    | Australien Nicole Beck, Charlotte Caslick, Emilee Cherry, Chloe Dalton, Gemma Etheridge, Ellia Green, Shannon Parry, Evania Pelite, Alicia Quirk, Emma Tonegato, Amy Turner, Sharni Williams               | Neuseeland Shakira Baker, Kelly Brazier, Gayle Broughton, Theresa Fitzpatrick, Sarah Goss, Huriana Manuel, Kayla McAlister, Tyla Nathan-Wong, Terina Te Tamaki, Ruby Tui, Niall Williams, Portia Woodman        | Kanada Brittany Benn\|Hannah Darling, Bianca Farella, Jennifer Kish, Ghislaine Landry, Megan Lukan, Kayla Moleschi, Karen Paquin, Kelly Russell, Ashley Steacy, Natasha Watcham-Roy, Charity Williams        |
| 2020    | Neuseeland Michaela Blyde, Kelly Brazier, Gayle Broughton, Theresa Fitzpatrick, Stacey Fluhler, Sarah Hirini, Shiray Kaka, Tyla Nathan-Wong, Risi Pouri-Lane, Alena Saili, Ruby Tui, Portia Woodman        | Frankreich Coralie Bertrand, Anne-Cécile Ciofani, Caroline Drouin, Camille Grassineau, Lina Guérin, Fanny Horta, Shannon Izar, Chloé Jacquet, Carla Neisen, Séraphine Okemba, Chloé Pelle, Jade Ulutule         | Fidschi Lavena Cavuru, Raijieli Daveua, Sesenieli Donu, Laisana Likuceva, Rusila Nagasau, Ana Naimasi, Alowesi Nakoci, Roela Radiniyavuni, Viniana Riwai, Tokasa Seniyasi, Vasiti Solikoviti, Reapi Ulunisau |
| 2024    | Neuseeland Michaela Blyde, Jazmin Felix-Hotham, Theresa Fitzpatrick, Sarah Hirini, Tyla King, Jorja Miller, Manaia Nuku, Mahina Paul, Risi Pouri-Lane, Alena Saili, Stacey Waaka, Portia Woodman-Wickliffe | Kanada Olivia Apps, Fancy Bermudez, Alysha Corrigan, Caroline Crossley, Chloe Daniels, Asia Hogan-Rochester, Piper Logan, Carissa Norsten, Krissy Scurfield, Florence Symonds, Keyara Wardley, Charity Williams | Vereinigte Staaten Kayla Canett, Lauren Doyle, Alev Kelter, Kristi Kirshe, Sarah Levy, Ilona Maher, Alena Olsen, Ariana Ramsey, Stephanie Rovetti, Spiff Sedrick, Sammy Sullivan, Naya Tapper                |

## Nationenwertung

### Gesamt
| Platz | Land                          | Gold | Silber | Bronze | Gesamt |
| ----- | ----------------------------- | ---- | ------ | ------ | ------ |
| 01    | Frankreich                    | 2    | 3      | –      | 5      |
| 02    | Neuseeland                    | 2    | 2      | –      | 4      |
| 03    | Fidschi                       | 2    | 1      | 1      | 4      |
| 04    | Vereinigte Staaten            | 2    | –      | 1      | 3      |
| 05    | Australien (mit Australasien) | 2    | –      | –      | 2      |
| 06    | Großbritannien                | –    | 3      | –      | 3      |
| 07    | Kanada                        | –    | 1      | 1      | 2      |
| 08    | Deutschland                   | –    | 1      | –      | 1      |
| 09    | Südafrika                     | –    | –      | 2      | 2      |
| 10    | Argentinien                   | –    | –      | 1      | 1      |
| 11    | Rumänien                      | –    | –      | 1      | 1      |
| Summe | Summe                         | 10   | 11     | 7      | 28     |

### Männer
| Platz | Land                          | Gold | Silber | Bronze | Gesamt |
| ----- | ----------------------------- | ---- | ------ | ------ | ------ |
| 01    | Frankreich                    | 2    | 2      | –      | 4      |
| 02    | Fidschi                       | 2    | 1      | –      | 3      |
| 03    | Vereinigte Staaten            | 2    | –      | –      | 2      |
| 04    | Australien (mit Australasien) | 1    | –      | –      | 2      |
| 05    | Großbritannien                | –    | 3      | –      | 3      |
| 06    | Deutschland                   | –    | 1      | –      | 1      |
| 06    | Neuseeland                    | –    | 1      | –      | 3      |
| 08    | Südafrika                     | –    | –      | 2      | 2      |
| 09    | Argentinien                   | –    | –      | 1      | 1      |
| 09    | Rumänien                      | –    | –      | 1      | 1      |
| Summe | Summe                         | 7    | 8      | 4      | 19     |

### Frauen
| Platz | Land               | Gold | Silber | Bronze | Gesamt |
| ----- | ------------------ | ---- | ------ | ------ | ------ |
| 01    | Neuseeland         | 2    | 1      | –      | 3      |
| 02    | Australien         | 1    | –      | –      | 1      |
| 03    | Kanada             | –    | 1      | 1      | 2      |
| 04    | Frankreich         | –    | 1      | –      | 1      |
| 05    | Fidschi            | –    | –      | 1      | 1      |
| 05    | Vereinigte Staaten | –    | –      | 1      | 1      |
| Summe | Summe              | 3    | 3      | 3      | 9      |